# Ulf Ekberg
Ulf Gunnar Ekberg, född 6 december 1970 i Göteborg, är en svensk popsångare, låtskrivare, musiker, affärsman och filmproducent med alias "Buddha". Ekberg grundade gruppen Ace of Base tillsammans med Jonas Berggren 1989 med vilken han producerade och skrev de flesta låtarna.[källa behövs]

## Biografi
Ulf Ekberg växte upp i Göteborg och var under 1980-talet inblandad i nazistrelaterade gängbildningar i hemstaden. Han bildade tillsammans med syskonen Jonas, Malin och Jenny, Ace of Base 1990 och framträdde i TV för första gången med Ace of Base i programmet ZTV Nytt Live i ZTV i maj 1992. Efter att slagit igenom med albumet Happy Nation (1993), som sålde över 23 miljoner exemplar, flyttade han till USA. År 1995 startades Ace of Bases hemsida på Internet och det fanns då, enligt Ekberg, bara två ytterligare artister i världen med egna hemsidor: David Bowie och Peter Gabriel.
Ekberg firade millennieskiftet 2000 med USA:s president Bill Clinton i Vita huset. Under åren utomlands har Ekberg bland annat bott i London, New York och Malaga men flyttade till Sverige och Stockholm 2010.

### Välgörenhet och övriga uppdrag
Han skänker årligen pengar till cancerforskning, bland annat vid olika cancergalor. Han stöder även projekt som på olika sätt syftar till att förbättra barns villkor runt om i världen och han har varit aktiv för att bekämpa HIV i Afrika. Han har varit engagerad i flera projekt med bland annat Unesco och Rädda Barnen. Ekberg har även, under flera år, suttit som strategisk rådgivare till globala konsumentvarumärken samt varit aktiv i ett flertal internationella tankesmedjor för både miljöfrågor och Global Businesses.[källa behövs]
Efter att ha upplevt tsunamin på Phuket i Thailand december 2004 startade Ekberg en fond i landet och åker ofta dit för att hjälpa till med återuppbyggnaden.

### Avståndstagande från tidigare åsikter
Ulf Ekberg har tidigare spelat i vit makt-bandet Commit Suiside.
Ekberg berättade i radioprogrammet Signal om en period i sitt liv som han ville ta avstånd från. Berättelsen återgavs i en artikel i Expressen 1993. Han berättade om narkotikamissbruk, stölder och misshandel. "[Vi kunde] slå ner vanligt folk på stan. Om några tittade ogillande på oss så var det tillräcklig orsak för att vi skulle slå ner dem." Han berättade att han dömts till böter och skadestånd för stöld och olaga vapeninnehav åtminstone fem gånger, men att han aldrig dömts till fängelse. Han var åtalad ytterligare tio gånger men friades. Sista gången var sex år före reportaget. Han kom i kontakt med en grupp skinheads, men "sket i politiken, och var aldrig med på några högerextremistiska möten". Han berättade även i reportaget att han höll på att skriva en bok om sitt kriminella förflutna. Enligt Expo skall Ekberg ha varit aktiv i ledningen för Sverigedemokraterna i Göteborg år 1988.
Ekberg uttryckte ånger och citerades "Jag har en väldig ångest för allt jag gjort. Framför allt våldsdåden. [...] Tyvärr kan jag inte leva om mitt liv. Det enda jag kan göra är att försöka hjälpa andra till ett bättre liv."[källa behövs] Ekberg har uttryckt ovilja att åter diskutera saken.

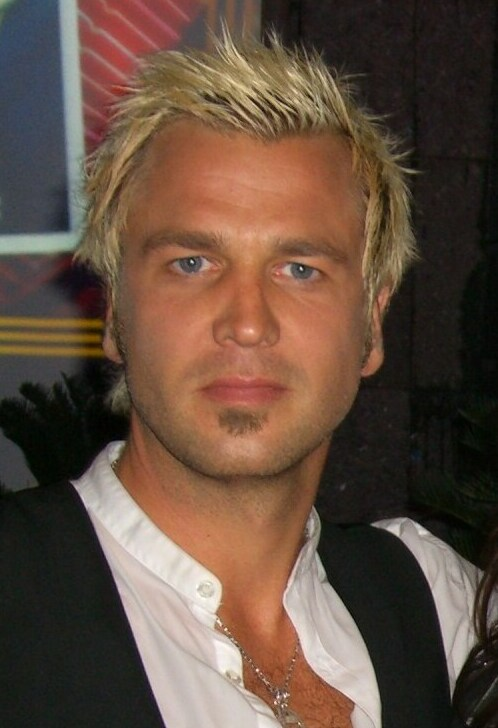
Ulf Ekberg 2008.

### Privatliv
Ekberg hade ett förhållande med Emma Sjöberg från 1994 till 2000. Ekberg är sambo med Johanna Aybar och tillsammans har de tre barn. Ekberg bor numera i Stockholm efter 19 år utomlands.

## Kompositioner och produktioner

### Med Jonas Berggren
- Wheel of Fortune
- All That She Wants
- Young and Proud
- Living In Danger
- My Mind
- Dancer In a Daydream
- Dimension of Depth (Instrumental)
- Happy Nation
- Voulez-Vous Danser
- Waiting For Magic
- Münchhausen (Just Chaos)

### Med Jonas, Jenny, och Malin Berggren
- Hear Me Calling
- Love In December
- Change With the Light

### MedStoneStreamochJohn Ballard
- Que Sera
- Perfect World
- Edge of Heaven

### Med John Ballard
- Slow Down (under namnet Metrix tillsammans med bland andra Shirley Clamp, "Katie" och "Cream".)
- Mercy Mercy
- I Pray
- Don't Go Away

## Sång på
- Wheel of Fortune
- Young and Proud
- Living In Danger
- My Mind
- Dancer In a Daydream
- Happy Nation
- Don't Turn Around
- Waiting For Magic
- Fashion Party
- Münchhausen (Just Chaos)
- Hear Me Calling
- Perfect World
- I Pray
- Hallo Hallo
- Change With the Light